# Мокрица-броненосец лекарственная
Мокрица-броненосец лекарственная (лат. Armadillo officinalis, от лат. officinalis — аптечный, лекарственный) — вид наземных равноногих раков из подотряда мокриц.

## Описание
Сравнительно крупные мокрицы, достигающие 14—22 мм в длину при ширине тела в 9 мм. Окраска однотонная — темно-серая, нередко с сизоватым оттенком; многие экземпляры из Израиля имеют более или менее заметные белёсые пятна на эпимерах. Тергиты полностью гладкие. Соотношение длины и ширины плеотельсона 1:2, терминальная часть короче базальной. Все 7 переоподов самцов с вентральной щеточкой щетинок на карпусе. Карпус I пары ног со щеточкой для груминга. Проподиты IV и V пар ног с дорзальной стороны со стридуляционным краем, как и у всех видов рода Armadillo. Карпус VII пары ног у самцов почти вдвое длиннее меруса, с густой щеточкой шипиков на вентральной стороне. Экзоподит I плеопода с длинной медиокаудальной частью, с соотношением длины к ширине 1:1. Уроподы относительно короткие и никогда не выступают из-под плеотельсона. Половой диморфизм не выражен. Как и все представители рода Armadillo и всего семейства Armadillidae в целом, способны сворачиваться в шар (конглобация) при испуге, причиной которого может послужить прикосновение или вибрация субстрата.

## Распространение и экология
Средиземноморский вид, населяющий прибрежный пояс с характерным средиземноморским типом растительности (маквис). Также известен из Крыма, кавказского и болгарского побережий Чёрного моря, а также с побережья Босфора. Указан для Ирака (Эль-Амара и Багдад).
В дневное время скрываются в различных укрытиях — под камнями, в щелях и т. п. Полифаги, питающиеся разлагающейся органикой, частями живых растений.

## Значение
Редуценты, участвующие в почвообразовательном процессе. Могут поселяться в жилых постройках и оранжереях, и тогда способны повреждать живые растения. Иногда содержатся в качестве лабораторных объектов, в любительских инсектариях.

## Охрана
Вид внесён в Красную книгу Краснодарского края, со статусом «Уязвимый» .

## Иллюстрации

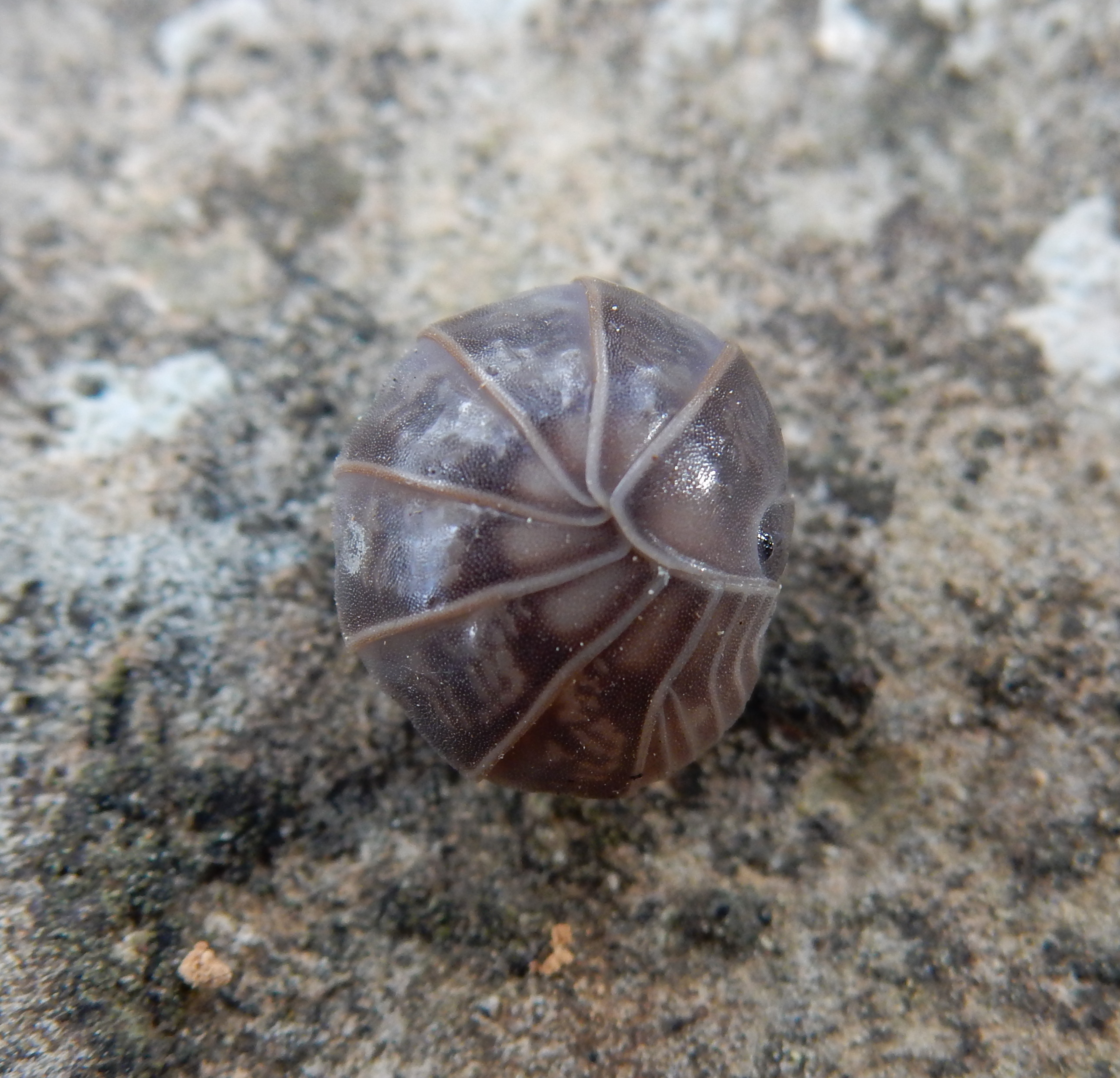
Armadillo  officinalis в защитной позиции (вид сбоку)
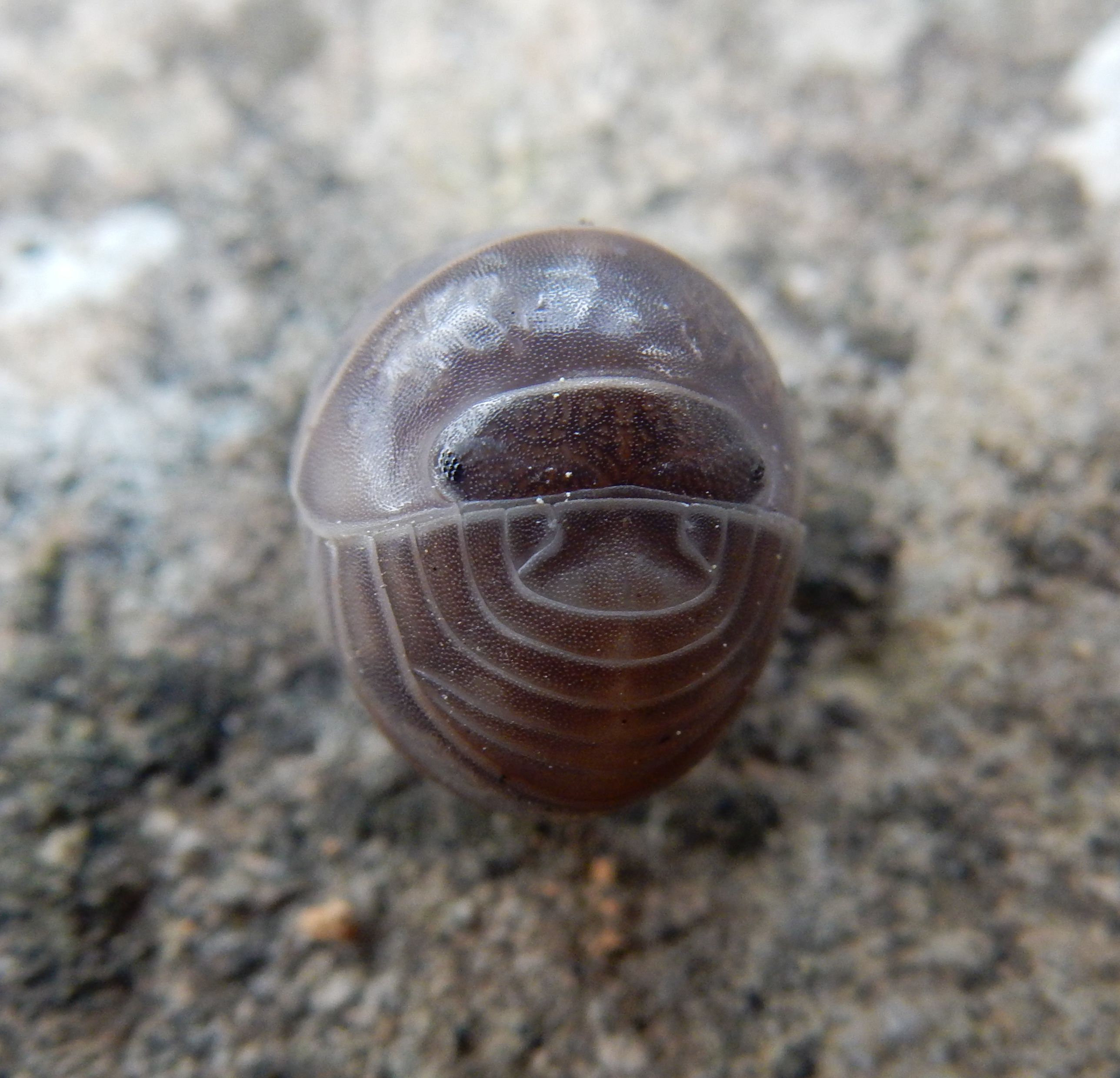
То же (вид спереди)
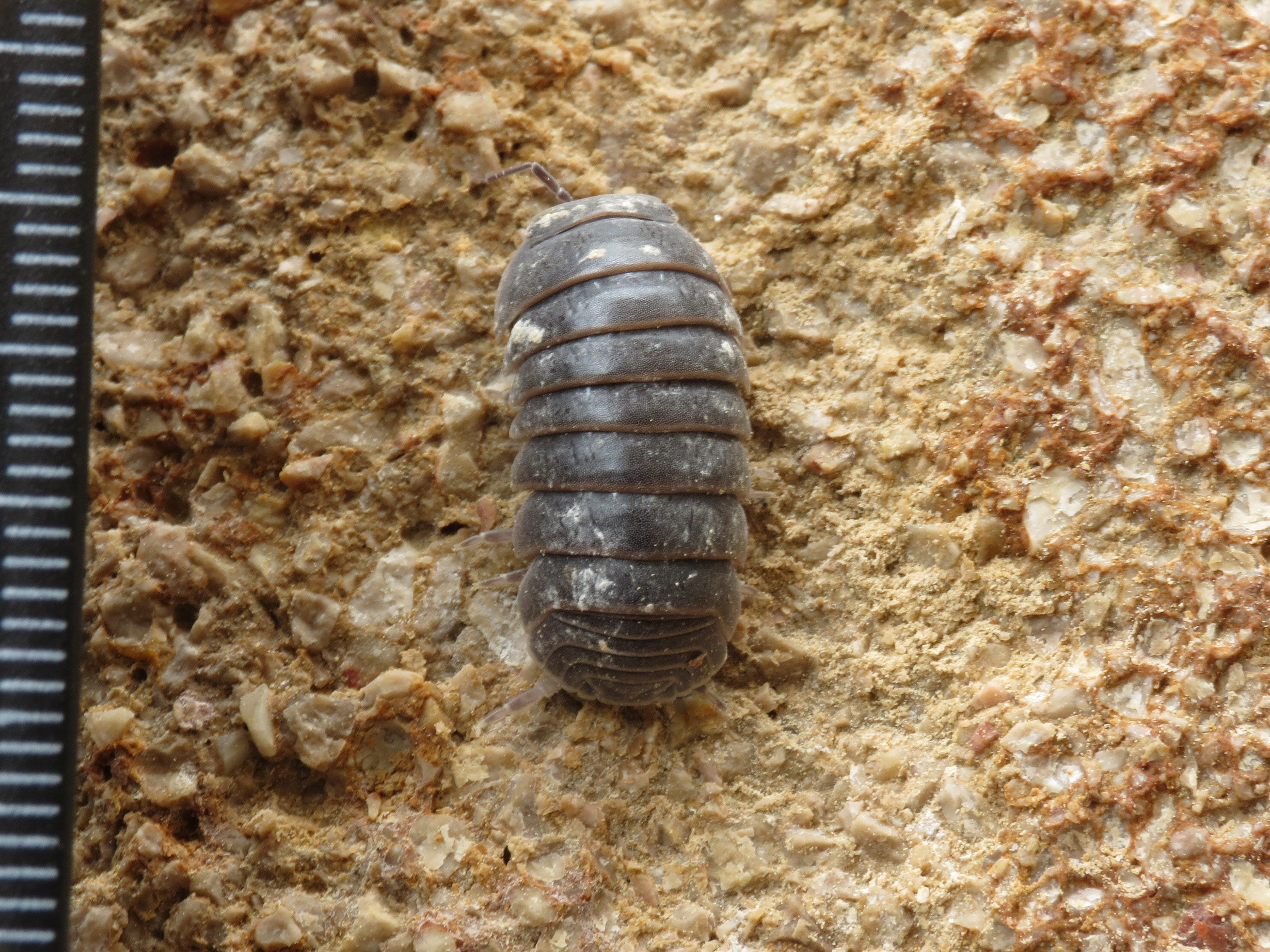
Вид сверху
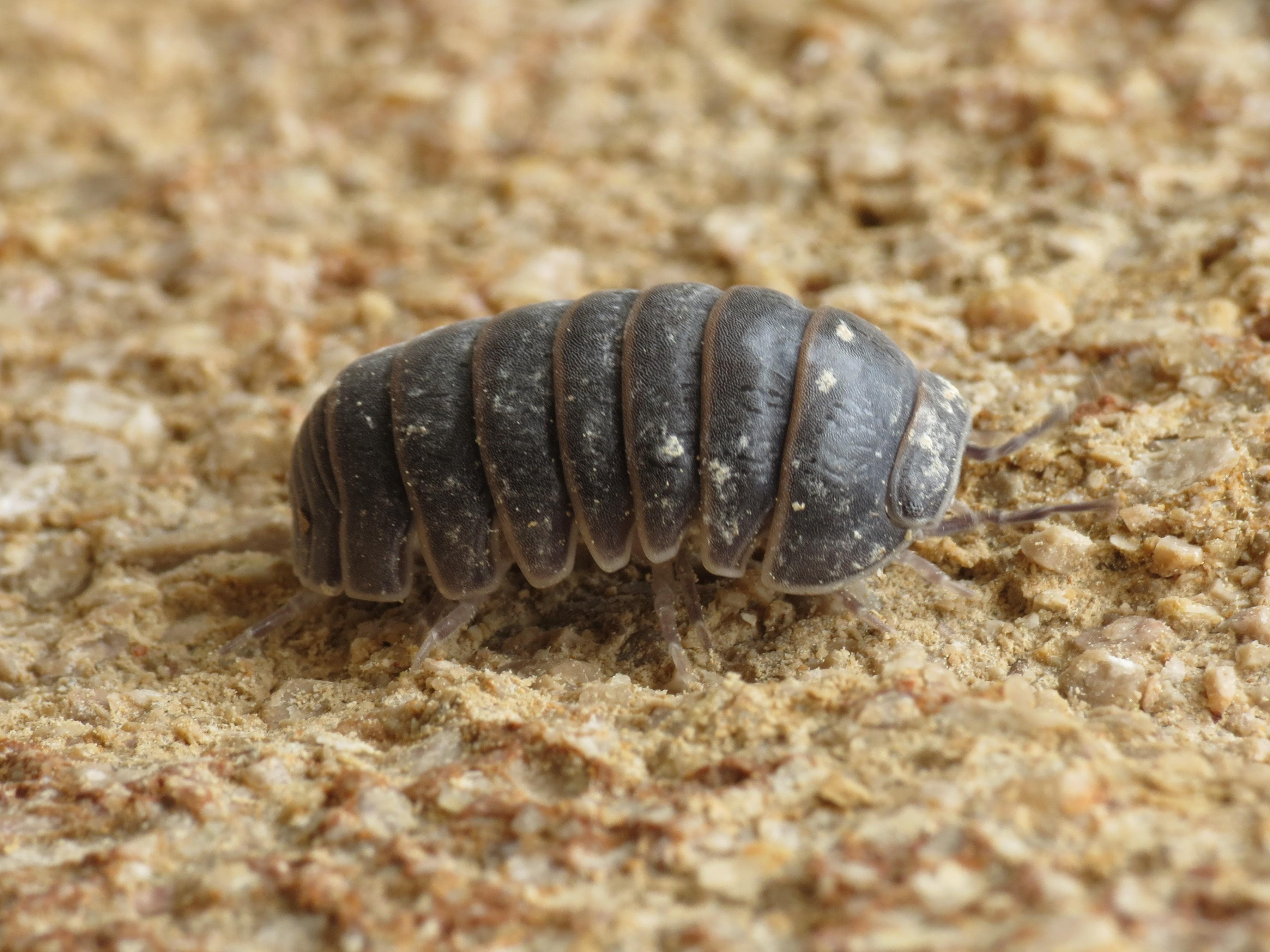
Вид сбоку